# Karen Page
Karen Page é uma personagem fictícia que aparece nas histórias em quadrinhos publicadas pela editora Marvel Comics. É considerada o mais longo interesse amoroso do super-herói Demolidor antes de sua morte em 1999 pelo Mercenário, mas, em 2005, nos quadrinhos What If ela escapa de ser morta pelo vilão. Criada pelo escritor Stan Lee e artista Bill Everett, ela apareceu pela primeira vez em Daredevil #1 (abril de 1964).
Karen Page foi interpretada pela primeira vez nos cinemas por Ellen Pompeo no filme Demolidor - O Homem Sem Medo. Suas cenas do filme forma retiradas mas é possível ver suas cenas deletadas na versão do director. Aualmente é interpretada por Deborah Ann Woll na série original da Netflix, Demolidor (2015 à 2018) como parte do Universo Cinematográfico da Marvel. A personagem volta para o elenco principal do reboot de Demolidor: Renascido em março de 2025.

## Histórico de publicação
Criada pelo escritor Stan Lee e pelo artista Bill Everett, ela apareceu pela primeira vez em Daredevil #1 (abril de 1964).

## Publicação
Em suas primeiras aparições, Karen é a secretária do escritório de advocacia do alter ego do Demolidor, Matt Murdock, e o interesse do amor mútuo de Murdock e seu parceiro Foggy Nelson. Seu relacionamento com Murdock atinge uma espiral descendente quando ele revela sua identidade secreta para ela em Daredevil #57 (Outubro de 1969), dando início a um longo término que concluiu com sua saída da série na edição #86 (Abril de 1972). Dentro dessas histórias finais, ela comercializa sua profissão de secretária para se tornar uma atriz de cinema em Los Angeles.
Depois de três anos de ausência de histórias publicadas, Page volta consideravelmente como uma personagem coadjuvante em Motoqueiro Fantasma, começando com vol. 2 #13 (agosto 1975) e continuando até a #26 (outubro de 1977). Durante este tempo, um crossover com Daredevil #138 lhe proporcionou uma breve aparição de retorno na série onde ela começou sua carreira. A partir de 1978 sua aparição em Marvel Two-in-One provaria última exibição do personagem por mais de sete anos.
Karen Page retornou no premiado Daredevil #227 (fevereiro de 1986), em uma história que acabaria por restaurar o seu antigo papel como o interesse amoroso do Demolidor. O escritor Ann Nocenti deu consideravelmente mais desenvolvimento ao seu relacionamento com Murdock, e até mesmo tinha Page agindo como uma breve ajudante para Daredevil, pela primeira vez na edição #259, no qual ela se disfarça para ajudar uma criança. Ela foi novamente retirada da série na edição #263 (fevereiro de 1989) por um outro rompimento de longo prazo com Murdock, mas desta vez foi trazida de volta apenas dois anos mais tarde, por Daredevil #294 (julho de 1991).
Karen Page é morta pelo inimigo e adversário de Daredevil, Mercenário, em Daredevil vol. 2 #5, (10 de Março, 1999).

## Biografia ficcional do personagem
Foggy Nelson contrata Karen Page para secretariar os trabalhos do novo escritório de advocacia da firma Nelson e Murdock. Ela logo desenvolve sentimentos duvidosos por Matt, logo depois ela conclue que está atraída. Quando Matt a apresenta ao aspecto aventureiro e brincalhão de sua personalidade, sob o disfarce de seu "irmão gêmeo" Mike, ela se vê igualmente encantada por esse lado de Murdock.
O pai de Karen, Doutor Paxton Page, finge seu próprio sequestro e morte para que ele possa assumir a aparência do vilão Cabeça da Morte. Karen retorna para a casa de seus pais em Fagan Corners, Vermont para investigar o desaparecimento de seu pai. Daredevil a segue. Na batalha que se seguiu entre Daredevil e Cabeça da Morte, o vilão derrama uma cuba de cobalto derretido sobre Daredevil, mas percebe que Karen está em perigo. Isto traz de volta aos seus sentidos humanos, então ele empurra Daredevil e Karen para ficarem em segurança. Ele parece morrer neste ato de autossacrifício, quando ele é revestido na cobalto derretida. Depois da batalha com a cabeça morte, Daredevil revela sua verdadeira identidade para Karen. Ela constantemente teme pela segurança de Matt, mas ele não pode desistir de combater ao crime. Karen finalmente o deixa e muda-se para a Califórnia para seguir uma carreira ativa. Ela encontra trabalho como atriz em uma novela diurna.
Karen aparece ao lado de Johnny Blaze em um filme. Depois de uma cena é interrompida pela Uncanny Orb, a empresária de Karen, Katy Milner, confia em Johnny sobre a história dos "romances infelizes", incluindo aqueles com Matt Murdock e Phil Hickock de Karen. Mais tarde, Karen tem quedas própria sob o controle do Orb.
Karen Page é convidada para um papel em o programa chamado TV Incredible Hulk, que estava em sua primeira temporada no momento. Ela é sequestrada por três ex-dublês no show, mas é salva pela Coisa, que está olhando para o seu próprio programa de TV, e o Hulk, que está irritado por ter um programa sobre ele.
Karen se torna viciada em heroína e começa a fazer filmes pornográficos. Na necessidade de uma heroína, ela vende a identidade secreta do Demolidor para um traficante de drogas, que por sua vez o vende o Rei do Crime, Wilson Fisk. Karen é forçada a voltar para Nova York, onde ela se encontra novamente com Matt. Ele ajuda a Karen vencer seu vício, e eles retomam sua relação e começam a compartilhar um apartamento juntos.
Percebendo que Matt está incompleto sem o seu trabalho como advogado, Karen funda uma instituição de droga gratuito e uma clínica legal, onde ela aconselha viciados em drogas e Matt fornece aconselhamento jurídico e "advocacia fantasma". A clínica é destruída durante uma invasão demoníaca de Manhattan, e horas mais tarde, Karen descobre que Matt tem tido um caso com Mary Typhoid. Isso a deixou psicologicamente perdida, então ela foge.
Ela se torna um ativista anti-pornografia, auxilia Daredevil e a Viúva Negra no combate ao crime em ocasiões separadas, e relutantemente começa a namorar Matt. Neste ponto, ela torna-se um apresentadora de rádio sob o nome de Paige Angel. Ela finalmente percebe que está muito dependente de Matt e que seu passado é uma barreira constante entre eles. Karen novamente deixa Matt para aceitar uma posição de talk show em Los Angeles.
Enquanto na Califórnia, Karen tem um exame de sangue de sangue diário, como parte de uma aplicação apólice de seguro. O supervilão Mysterio (elabora um plano para destruir psicologicamente Daredevil sob uma última vez) se disfarça como um médico, realiza o exame de sangue e diz que ela é HIV positivo, como parte de seu plano de destruir Demolidor antes morrer de um tumor cerebral. Devastada, Karen retorna a Nova York e diz a Matt que ela é HIV positivo. Mais tarde, durante uma briga entre Daredevil e Mercenário, Karen é assassinada por Mercenário quando ela se move para interceptar um cassetete atirado na cabeça de Murdock.
Depois do papel de Mysterio no esquema é revelado e ele comete suicídio, uma conversa com o Homem-Aranha leva Daredevil para perceber que a criança ainda está a salvo representa e algo positivo que veio de todo o caso que estava tendo com Mary. Ele dá o bebê para adoção a um casal em Nova Jersey. Antes de sair, nomeia o bebê depois da morte de Karen, e espera que seus novos pais vão permitir a visita ocasional de seu "Tio Matt".

## Outras versões
No What If Karen Page Has Lived?, Karen é estreitamente salva da morte quando Mercenário bate no ombro ao invés da cabeça. Em um livro one-off do evento Secret Wars chamado Secret Lovers, um universo é mostrado onde Matt e Karen têm crescido perto do ponto de viver um com os outro. Daredevil se encontra em uma batalha com seu antigo affair, Mary, depois de ter pesadelos com ela antes que Karen estava ciente. Karen seguiu os dois apenas para descobrir que Mary era, na verdade, Mephisto, que queria passar a noite final antes atacar psicologicamente e fisicamente torturar Matt. Karen salva Matt cortando a cabeça de Mephisto com a espada de Mary e os dois se abraçam uma última vez como o mundo queima em torno deles.

## Em outras Mídias

### Televisão

#### Universo Marvel Cinematográfico
- Deborah Ann Woll interpreta Karen Page na série de televisão Daredevil produzida pela Marvel/Netflix.[17] Karen descobre a corrupção em seu local de trabalho Union Allied e posteriormente é acusada de assassinato. Enquanto sob custódia da polícia, Karen é em seguida, objeto de tentativa de homicídio. Murdock e Nelson a ajudam. Juntando Murdock e Nelson como seus advogados, Page está determinada a derrubar a corrupção em Hell's Kitchen e trabalha com o repórter Ben Urich para expor Fisk. Quando o assistente de Fisk, James Wesley descobre o seu inquérito que conduziu à amada mãe de Fisk, Wesley sequestra Karen fora de sua casa e tenta chantageá-la. Karen mata Wesley com sua própria arma em legítima defesa e foge. Ela fica traumatizada pelo incidente em que ela ainda tem um pesadelo que Wilson Fisk teria sua vingança sobre ela. Na segunda temporada da série, ela continua a trabalhar com Nelson e Murdock como sua secretária e defensora legal, embora ela ainda é perseguida pelo seu sombrio assassinato frio sob Wesley. Quando o Justiceiro tem como alvo o único sobrevivente de um de seus massacres em um hospital, Karen ajuda-o fugir, apesar de ser baleado pelo Justiceiro. Ela e Matt começam a sair juntos mas antes, ele vacila na contribuição do julgamento de Frank Castle. Karen é uma dos poucas a compreender as com ações de Frank, e tenta descobrir a verdade sobre o que aconteceu com o ex-chefe de Ben. Seus esforços pousam-lhe um emprego no escritório de Ben, trabalhando como jornalista após a queda de Nelson e Murdock. No fim da temporada, Murdock revela que ele é Daredevil para Karen na véspera de Natal.

### Filme
- Na adaptação cinematográfica de Demolidor, Karen Page é interpretada por Ellen Pompeo. A maioria das suas cenas foram deletadas a partir do corte teatral final, mas pode ser vista no corte do diretor Demolidor DVD. No filme, ela está visivelmente atraída por Matt Murdock, mostrada quando ela apresenta-o com dois convites para festa de negócios de Wilson Fisk e demonstra decepção visível quando Foggy Nelson leva prontamente o segundo convite para si mesmo. Quando Matt está rastreando as forças de Fisk, Karen ajuda Foggy determinar o significado de uma peça-chave de provas em um caso atual.